# Salustiano Asenjo
Salustiano Asenjo Arozarena (Pamplona, 1834-Valencia, 1897) fue un pintor y profesor español, discípulo de la Academia de Bellas Artes de San Carlos, de la que más tarde fue profesor y director. Autor de diversos artículos de bellas artes, también cultivó la caricatura y la ilustración en la prensa periódica.

## Biografía
Nacido en la ciudad navarra de Pamplona en 1834, fue discípulo de la Academia de Bellas Artes de San Carlos, de la que más tarde fue profesor. Alcanzó renombre en Valencia durante el siglo XIX, contándose entre sus discípulos, artistas como los dos hermanos Benlliure, Cecilio Pla, March, Sorolla, Muñoz Degrain, Emilio Sala, Pla, Rubio, Francisco Domingo y Martínez Cubells, entre otros, todos los cuales desfilaron en su juventud por las aulas de la Escuela de Bellas Artes de Valencia, cuya dirección ejerció Asenjo durante más de veintisiete años, habiendo empezado a desempeñar dicho puesto en 1871.
Fue íntimo amigo y paisano de Pablo Sarasate. El padre de Salustiano, Jacinto Asenjo, profesor de Retórica y Poética en el Instituto de la ciudad del Turia, hubo de llevar allá a su hijo en edad joven todavía, cuando le encaminaba por el sendero de las artes y la literatura. Apenas cumplidos los veintiún años entró a desempeñar la cátedra de Teoría e Historia de las Bellas Artes, ganada por oposición, inaugurando al poco tiempo la enseñanza privada de dibujo y pintura a mujeres de la alta sociedad valenciana, y estableciendo aula de ambas artes.
Llegó a ser el académico más antiguo de la Real de San Carlos y poseía también la cruz de Isabel la Católica y la encomienda de Carlos III. Antes de ejercer la dirección de la Escuela de Bellas Artes, fue profesor de colorido y composición en el mismo centro, luego diputado de la Real Academia Española de Arqueología y Geografía, corresponsal de la análoga de Almería y presidente de la Junta Provincial de la Cruz Roja de Valencia. Tres lienzos suyos estaban expuestos en Pamplona a comienzos del siglo XX, colocados en el salón principal del Ayuntamiento: los retratos de Hilarión Eslava, Pablo Sarasate y Julián Gayarte. De Sarasate había otro retrato, también obra de Asenjo, en el Conservatorio de Música de Valencia. En el género histórico, Asenjo destacó con su cuadro La entrega de las llaves de Valencia al Rey don Jaime el Conquistador, pintado por encargo del marqués de dos Aguas para el techo del salón grande del palacio del magnate. De sus obras se pueden citar las siguientes, además de las ya mentadas: La muerte de Sócrates —lienzo que pintó para la Exposición de Bellas Artes celebrada en Valencia en 1855, muy elogiada, y premiada en ese año—, Escena de familia, El belisario, El mendigo, La toma de Tetuán, El último día de Pompeya, La conquista de Valencia, Don Rodrigo y la Cava, El pavor de Sala —que habría estado en el paraninfo de la Universidad de Valencia— y varias pinturas decorativas en el palacio Venges, de Valencia, además del lienzo titulado David y Bethsabée, que estuvo expuesto en la sala final de pintura moderna del Museo de Navarra; tenía unas dimensiones 88 x 138 cm y era propiedad de la Diputación, la cual lo cedió en depósito al museo.
Asenjo, poseedor según Altadill de una notable cultura, habría sido un erudito conocedor de la literatura española. Fue autor de diversos artículos de bellas artes, además de cultivar la caricatura y la ilustración en la prensa periódica, en publicaciones como Museo Literario o El Papel de Estraza. Entre sus obras publicadas se encontraron títulos como Principios filosóficos del arte, Arquitectura de nuestros tiempos, La educación artística y deber de fomentarla en nuestra época, Apuntes cronológicos de indumentaria en distintas épocas, Tablas antiguas del Museo de Valencia y Memoria razonada de las pinturas existentes en el Monasterio de Porta-Cœli. Sin publicar dejó Manual de Anatomía artística propia del dibujante, Tratado de Teoría e Historia de las Bellas Artes, Indumentaria. Asenjo, de quien Altadill señala que habría guardado un notable parecido físico con José Zorrilla, falleció en Valencia el 7 de diciembre de 1897.